# MyStar
Il MyStar è un traghetto della compagnia di navigazione estone Tallink.

## Servizio
Varato il 12 agosto 2021 nel cantire navale finlandese Rauma Marine Constructions Oy di Rauma con il nome di MyStar dal presidente della Tallink Kertsi Kaljulaid ed consegnato il 7 dicembre successivo alla compagnia estone, salpa dal cantiere per Tallinn il 9 dicembre successivo.

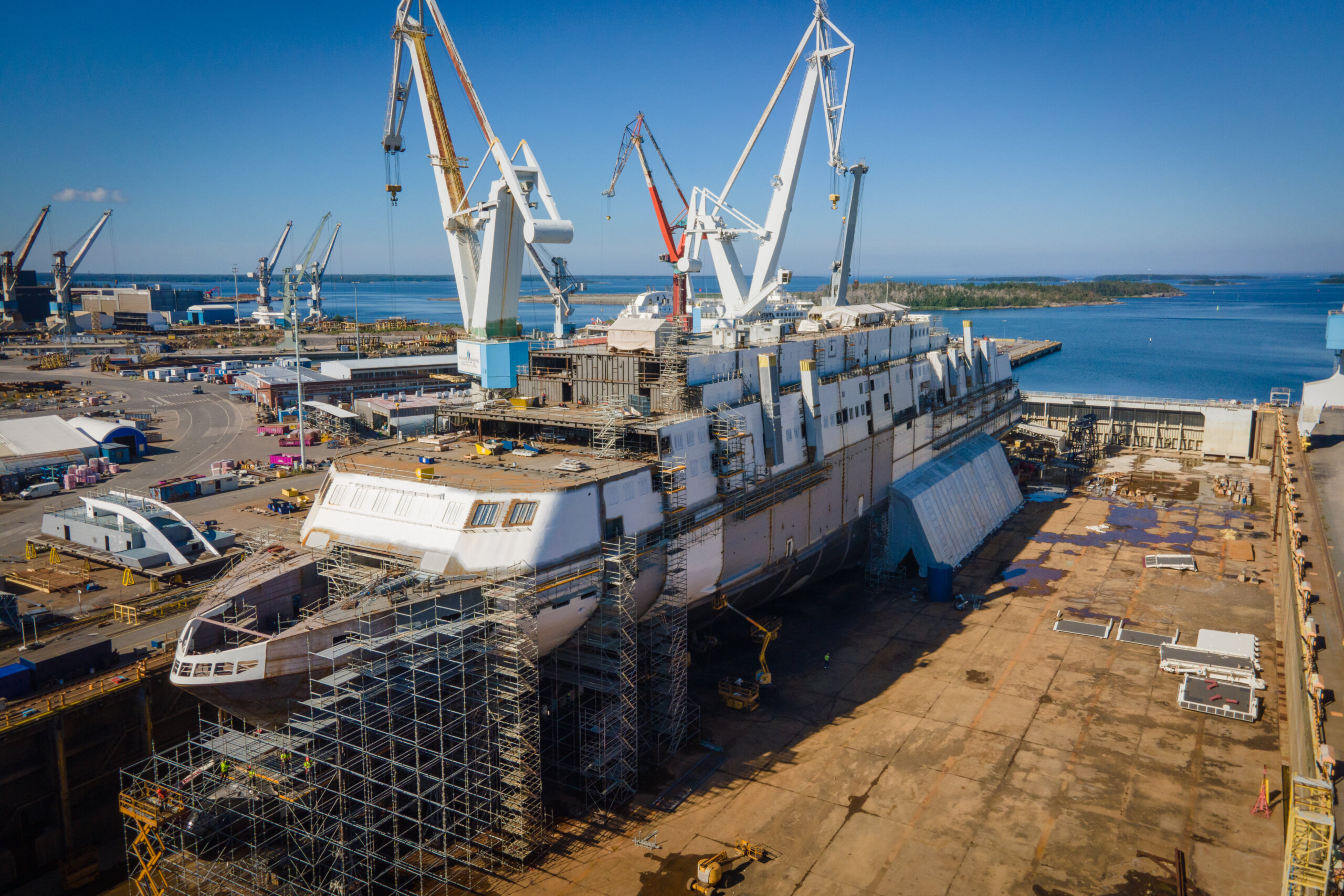
Il MyStar in costruzione a Rauma nel 2021.

Il 13 dicembre 2022 prende ufficialmente servizio sulla Helsinki-Tallinn.

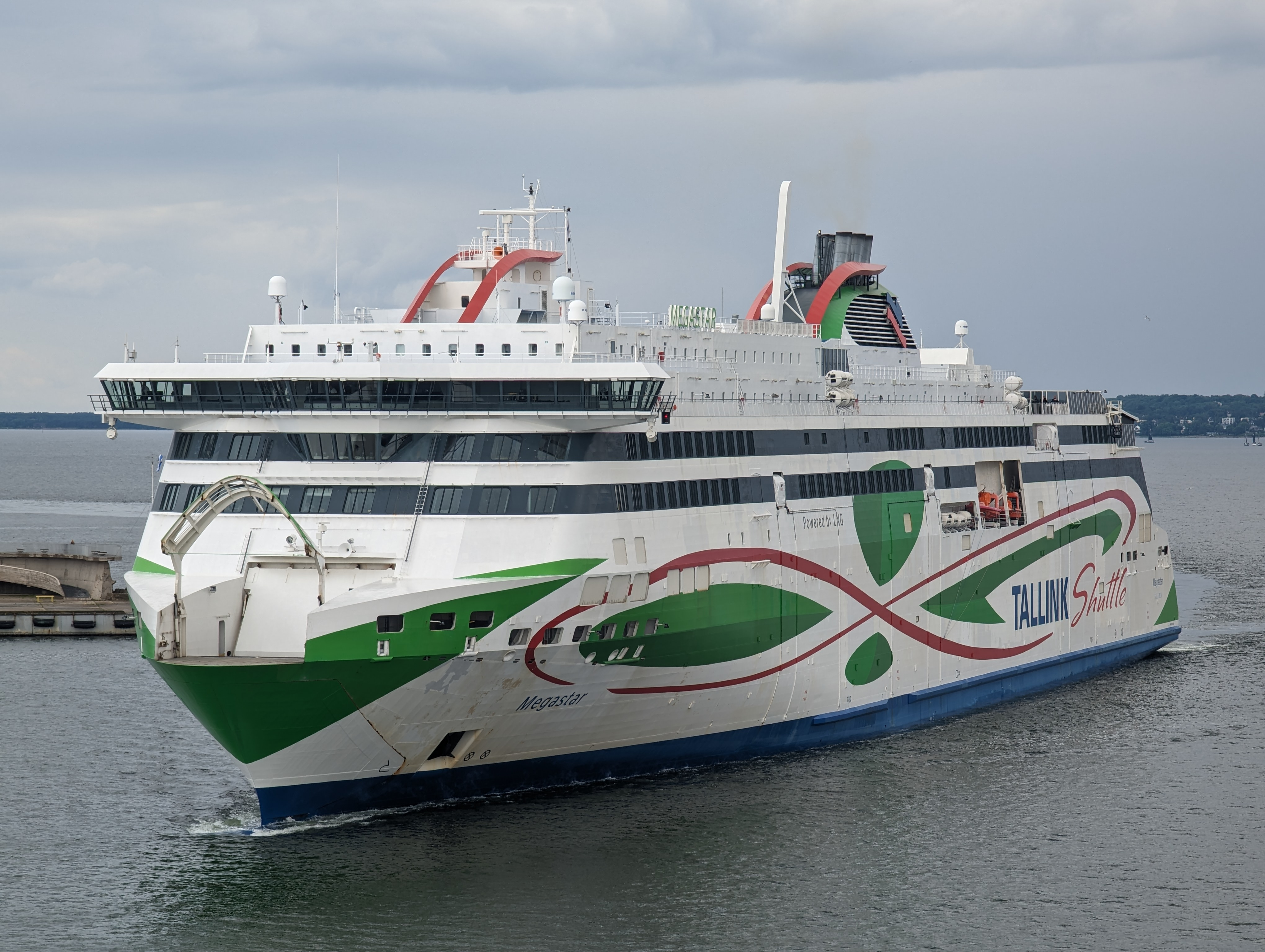
Il MyStar in ormeggio di prua a Tallinn nel 2024.

Il 13 gennaio 2024, durante le manovre di partenza nel porto di Tallinn, colpisce con la poppa la banchina dov'era ormeggiato.